# La Femme aux deux visages (film, 1955)
Pour les articles homonymes, voir La Femme aux deux visages et La Femme aux deux visages (roman).
Pour plus de détails, voir Fiche technique et Distribution.
La Femme aux deux visages (L'angelo bianco) est un film italien réalisé par Raffaello Matarazzo et sorti en 1955.
Le film est la suite de Le Fils de personne (1951). Le nom du héros, le comte Guido Canali, subit une légère modification, devenant Carani.

## Synopsis
Déçu par le comportement de son épouse Elena, Guido demande le divorce et obtient la garde de sa fille. Elena réagit défavorablement et ravit l'enfant à son père. Elle embarque celle-ci sur un hors-bord qui affronte la tempête. Quelque temps après, le canot est retrouvé vide sur la côte, au grand accablement de Guido. Afin de surmonter cette épreuve, le comte reprend ses fonctions à la tête de son exploitation, une carrière de marbre située à Carrare. Or, à la faveur d'un de ses déplacements en train, il rencontre, à sa grande stupéfaction, une femme qui offre une ressemblance étrange avec sa première fiancée malheureuse, Luisa, devenue désormais sœur Addolorata...

## Fiche technique
- Titre original : L'angelo bianco
- Titre français : La Femme aux deux visages
- Réalisation : Raffaello Matarazzo, assisté de Silvio Amadio
- Scénario : Raffaello Matarazzo, Giovanna Soria, Piero Pierotti, Aldo De Benedetti
- Musique : Michele Cozzoli
- Décors : Ottavio Scotti
- Photographie : Tonino Delli Colli
- Montage : Mario Serandrei
- Son : Mario Messina
- Production : Goffredo Lombardo
- Sociétés de production : Titanus, Labor Films
- Pays d'origine :  Italie
- Langue : Italien
- Format : Noir et blanc - 35 mm - 1,37:1 - son mono
- Genre : Mélodrame
- Durée : 100 minutes (1 h 40)
- Dates de sortie :
  - Italie : 18 avril 1955
  - France : 24 janvier 1956

## Distribution
- Amedeo Nazzari : Guido Carani
- Yvonne Sanson : sœur Addolorata / Luisa-Lina
- Enrica Dyrell : Elena Carani
- Alberto Farnese : Poldo
- Flora Lilla : Flora
- Philippe Hersent : Mario
- Nerio Bernardi : l'avocat Rossi
- Virgilio Riento : le docteur Marini
- Paoletta Quattrini : la petite Paoletta

## Commentaires
L'angelo bianco est l'œuvre « où Matarazzo a poussé le plus loin les logiques du mélodrame. Le scénario atteint un tel niveau de complication dans ses péripéties qu'il pourrait prêter à sourire, mais il instaure et entretient une tension dramatique parfaite jusqu'à la mémorable séquence finale où sœur Addolarata se fait rendre l'enfant de Luisa retenu en otage par une prisonnière », écrit G. Caillet. Bien des critiques contemporains ont pu établir des correspondances avec Sueurs froides (1958) d'Alfred Hitchcock. 
De son côté, Jacques Lourcelles explique ceci : « À la fin de I figli di nessuno, le couple de héros avaient perdu leur enfant et ne pouvaient se rapprocher, Luisa ayant embrassé la vocation religieuse. » Face à un dénouement initial nettement verrouillé, Matarazzo et ses collaborateurs vont, selon lui, mettre au point « un scénario extrêmement adroit et d'une richesse de significations qu'on peut qualifier de géniale. » Le récit va effectivement précipiter Guido « dans un dénuement affectif et un désespoir plus grands encore que ceux qu'il avait éprouvés dans Fils de personne. » Le héros va, en effet, traverser une série d'états psychologiques intenses et contradictoires à l'égard des deux femmes, Luisa/Lina, si ressemblantes. Jacques Lourcelles cite, à son tour, la référence hitchcockienne notée plus haut.